# Dagmar Holmquist-Alexandersson
Dagmar Kristina Holmquist-Alexandersson, född 13 juni 1914 i Adolf Fredriks församling i Stockholm, död 15 april 1977 i Göteborgs Annedals församling, var en svensk målare, skulptör och teckningslärare.
Hon var dotter till banktjänstemannen Carl Holmquist och Elsa Holtz och 1945–1959 gift med lantbrukaren Gunnar Alexandersson. Hon studerade vid Tekniska skolan 1932-1934 och vid Blombergs målarskola och N. Adlers målarskola i Stockholm samt vid Valands målarskola i Göteborg 1935-1936 och under studieresor till Tyskland och Danmark. Tillsammans med Allan Andersson och Torsten Holmström ställde hon ut på Lorensbergs konstsalong i Göteborg 1943 och medverkade därefter i ett flertal separat- och samlingsutställningar i Göteborgstrakten. Hennes konst består av karaktärsfulla porträtt och lyriska landskap med motiv från västkusten. Vid sidan av sitt eget skapande var hon anställd som teckningslärare vid en grundskola i Göteborg 1961-1972. Holmquist-Alexandersson är representerad vid Teatermuseet i Göteborg.